# Lepanthes protuberans
Lepanthes protuberans là một loài thực vật có hoa trong họ Lan. Loài này được Luer & P.Jesup mô tả khoa học đầu tiên năm 1996.